# Kerstin Stolfig
Kerstin Stolfig (* 5. Dezember 1960 in Ost-Berlin) ist eine ehemalige deutsche Eiskunstläuferin, die im Paarlauf für die DDR startete.
Sie nahm mit ihrem Partner Veit Kempe an den Olympischen Winterspielen 1976 in Innsbruck teil. Sie erreichten Platz 6. Ihre Karriere dauerte von 1974 bis 1980.
Bei den Eiskunstlauf-Weltmeisterschaften 1974 und 1975 kamen sie jeweils auf Platz 7 sowie 1978 auf Platz 10. Bei den Eiskunstlauf-Europameisterschaften kamen sie zwischen 1974 und 1978 auf die Plätze 5, 6 und 7. Bei den DDR-Meisterschaften errangen sie zwei Silber- und drei Bronzemedaillen.
Außerdem traten sie mehrfach international an. Beim Preis der Zeitung «Moskowskije nowosti» (Приз газеты «Московские новости») errangen sie Silber, beim Pokal der Blauen Schwerter in Chemnitz errangen sie 1972 Platz 6.

## Persönliches
Nach ihrer sportlichen Karriere heiratete sie den Bobfahrer Hans-Jürgen Gerhardt. Die Ehe wurde später geschieden und sie heiratete den Kanu-Trainer Kersten Neumann.